# Georgetown (Caroline du Sud)
Pour les articles homonymes, voir Georgetown.
La ville américaine de Georgetown est le siège du comté de Georgetown en Caroline du Sud. Il s'agit de la troisième ville la plus ancienne de l’État.

## Démographie
| 1850  | 1860  | 1870  | 1880  | 1890  | 1900  |
| ----- | ----- | ----- | ----- | ----- | ----- |
| 1 628 | 1 720 | 2 080 | 2 557 | 2 895 | 4 138 |

| 1910  | 1920  | 1930  | 1940  | 1950  | 1960   |
| ----- | ----- | ----- | ----- | ----- | ------ |
| 5 530 | 4 579 | 5 082 | 5 559 | 6 004 | 12 261 |

| 1970   | 1980   | 1990  | 2000  | 2010  | - |
| ------ | ------ | ----- | ----- | ----- | - |
| 10 449 | 10 144 | 9 517 | 8 950 | 9 163 | - |